# ویسنت آلوارز
ویسنت آلوارز (انگلیسی: Vicente Álvarez؛ زادهٔ ۳۰ آوریل ۱۹۶۰) بازیکن سابق فوتبال اهل اسپانیا است که در پست هافبک میانی بازی می‌کرد.
او تقریباً تمام دوران حرفه‌ای خود را با سلتاویگو گذراند و در طول ۱۶ فصل در ورزشگاه بالایدوس کاپیتان باشگاه و چهره‌ای نمادین شد.